# Polski Związek Piłki Nożnej

Altes Logo des polnischen Fußballverbandes (bis 2011)

Der Polski Związek Piłki Nożnej (PZPN) ist der polnische Fußballverband.

## Geschichte
Der PZPN wurde am 20. Dezember 1919 in Warschau während des „Ersten Treffens der 31 polnischen Fußballvereine“ gegründet. Bei dem Gründungstreffen waren unter anderem folgende Fußballvereine dabei: KS Cracovia Krakau, Wisła Krakau, RKS Krakau, Czarni Lemberg, Pogoń Lemberg, Lechia Lemberg, ŁKS Łódź, Warta Posen und Polonia Warschau. Der Hauptsitz war vom 22. Dezember 1919 bis 14. Januar 1928 in Krakau, seitdem befindet er sich in Warschau.
Der Vorgänger des PZPN war der am 25. Juni 1911 in Lemberg (Lwów) gegründete und nur in Galizien aktive Związek Polski Piłki Nożnej.
Am 20. April 1923 wurde Polen auf dem Kongress der FIFA in Genf offizielles Mitglied des Weltfußballverbandes. Auf dem Kongress der UEFA am 2. März 1955 in Wien wurde der PZPN als 30. Mitglied in den europäischen Fußballverband aufgenommen.

## Präsidenten des PZPN
- Edward Cetnarowski – (1919–1928)
- Władysław Bończa-Uzdowski – (1928–1937)
- Kazimierz Glabisz – (1937–1939)
- Tadeusz Kuchar – (1945–1946)
- Władysław Bończa-Uzdowski – (1946–1949)
- Andrzej Przeworski – (1949–1951)
- Jerzy Bordziłowski – (1951–1953)
- Jan Rotkiewicz – (1953–1954)
- Roman Gajzler – (1954)
- Władysław Rajkowski – (1954–1956)
- Stefan Glinka – (1956–1961)
- Wit Hanke – (1961–1966)
- Wiesław Ociepka – (1966–1972)
- Stanisław Nowosielski – (1972–1973)
- Jan Maj – (1973–1976)
- Edward Sznajder – (1976–1978)
- Marian Ryba – (1978–1981)
- Włodzimierz Reczek – (1981–1985)
- Edward Brzostowski – (1985–1986)
- Zbigniew Jabłoński – (1986–1989)
- Jerzy Domański – (1989–1991)
- Kazimierz Górski – (1991–1995)
- Marian Dziurowicz – (1995–1999)
- Michał Listkiewicz – (1999–2008)
- Grzegorz Lato – (2008–2012)
- Zbigniew Boniek – (2012–2021)
- Cezary Kulesza – (2021–heute)

## Generalsekretäre
- Orest Dłużyński – (1919–1921)
- Józef Lustgarten – (1921–1923)
- Władysław Jentys – (1923–1924)
- Adam Obrubański – (1924–1925)
- Wacław Wojakowski – (1925–1927)
- Stanisław Pałkowski  (1927–1928)
- Jan Wiktor Machowicz – (1928)
- Stefan Filipek – (1928–1929)
- Mieczysław Korniak – (1929)
- Marian Kułakowski – (1929–1930)
- Stanisław Kroczyński – (1930)
- Andrzej Przeworski – (1930–1934)
- Michał Merliński – (1934–1937)
- Kazimierz Gawroński – (1937–1938)
- Narcyz Michałowski – (1938–1939)
- Tadeusz Zastawniak – (1945–1946)
- Franciszek Gęsior – (1946–1947)
- Czesław Krassowski – (1947–1949)
- Kazimierz Kalinowski – (1949–1951)
- Roman Giełda – (1951–1953)
- Mieczysław Szymkowiak – (1954–1955)
- Henryk Kraft – (1955–1956)
- Roman Giełda – (1956–1959)
- Leszek Rylski – (1959–1972)
- Adam Konieczny – (1972–1976)
- Zygmunt Buhl – (1976–1978)
- Konrad Kaleta – (1978–1980)
- Zbigniew Kaliński – (1980–1989)
- Marek Pietruszka – (1989–1992)
- Edmund Zientara – (1992–1995)
- Michał Listkiewicz – (1995–1998)
- Zdzisław Kręcina – (1999–2011)
- Waldemar Baryło – (2012)
- Maciej Sawicki – (2012–2021)
- Łukasz Wachowski – (seit 2021)

## Erfolge
- 1961 – Silbermedaille Junioren-EM (Trainer Władysław Stiasny)
- 1972 – Bronzemedaille Junioren-EM (Trainer Marian Szczechowicz)
- 1972 – Goldmedaille bei den Olympischen Spielen (Trainer Kazimierz Górski)
- 1974 – Bronzemedaille U-23-EM (Trainer Andrzej Strejlau)
- 1974 – Bronzemedaille WM (Trainer Kazimierz Górski)
- 1976 – Silbermedaille bei den Olympischen Spielen (Trainer Kazimierz Górski)
- 1978 – Bronzemedaille Junioren-EM (Trainer Edmund Zientara)
- 1980 – Silbermedaille Junioren-EM (Trainer Henryk Apostel)
- 1981 – Silbermedaille Junioren-EM (Trainer Henryk Apostel)
- 1982 – Bronzemedaille WM (Trainer Antoni Piechniczek)
- 1983 – Bronzemedaille U-20 WM (Trainer Mieczysław Broniszewski)
- 1984 – Bronzemedaille Junioren-EM (Trainer Mieczysław Broniszewski)
- 1990 – Bronzemedaille Junioren-EM (jüngeren) (Trainer Wiktor Stasiuk)
- 1992 – Silbermedaille Olympische Spiele (Trainer Janusz Wójcik)
- 1993 – Goldmedaille Junioren-EM (jüngere) (Trainer Andrzej Zamilski)
- 1999 – Silbermedaille Junioren-EM (jüngere) (Trainer Michał Globisz)
- 2001 – Goldmedaille Junioren-EM (Trainer Michał Globisz)

## Regionalverbände
Die wichtigsten organisatorischen Strukturen des PZPN bilden die Woiwodschaftsverbände für Fußball (pln. Wojewódzki Związek Piłki Nożnej), deren Mitglieder die Sportclubs aus dem Gebiet einer der 16 Woiwodschaften sind. Den Verbänden sind die Bezirksverbände (Okręgowy Związek Piłki Nożnej) als Körperschaften und Unterbezirke (Podokręg) als Einheiten ohne Rechtspersönlichkeit untergeordnet.
1. Niederschlesischer Fußballverband (Dolnośląski Związek Piłki Nożnej)
2. Kujawisch-Pommerscher Fußballverband (Kujawsko-Pomorski Związek Piłki Nożnej)
3. Lubliner Fußballverband (Lubelski Związek Piłki Nożnej)
4. Lebuser Fußballverband (Lubuski Związek Piłki Nożnej)
5. Lodscher Fußballverband (Łódzki Związek Piłki Nożnej)
6. Kleinpolnischer Fußballverband (Małopolski Związek Piłki Nożnej)
7. Masowischer Fußballverband (Mazowiecki Związek Piłki Nożnej)
8. Oppelner Fußballverband (Opolski Związek Piłki Nożnej)
9. Fußballverband Karpatenvorland (Podkarpacki Związek Piłki Nożnej)
10. Podlachischer Fußballverband (Podlaski Związek Piłki Nożnej)
11. Pommerscher Fußballverband (Pomorski Związek Piłki Nożnej)
12. Schlesischer Fußballverband (Śląski Związek Piłki Nożnej)
13. Fußballverband Heiligkreuz (Świętokrzyski Związek Piłki Nożnej)
14. Ermländisch-Masurischer Fußballverband (Warmińsko-Mazurski Związek Piłki Nożnej)
15. Großpolnischer Fußballverband (Wielkopolski Związek Piłki Nożnej)
16. Westpommerscher Fußballverband (Zachodniopomorski Związek Piłki Nożnej)

## UEFA-Fünfjahreswertung
Platzierung in der UEFA-Fünfjahreswertung:
(in Klammern die Vorjahresplatzierung). Die Kürzel CL, EL und CO hinter den Länderkoeffizienten geben die Anzahl der Vertreter in der Saison 2026/27 der Champions League, der Europa League sowie der Conference League an.
- 13.  (13)  Österreich (Liga, Pokal) – Koeffizient: 36.450 – CL: 2, EL: 1, CO: 2
- 14.  (11)  Schottland (Liga, Pokal) – Koeffizient: 35.550 – CL: 2, EL: 1, CO: 2
- 15.  (21)  Polen (Liga, Pokal) – Koeffizient: 35.000 – CL: 2, EL: 1, CO: 2
- 16.  (16)  Dänemark (Liga, Pokal) – Koeffizient: 33.981 – CL: 1, EL: 1, CO: 2
- 17.  (12)  Schweiz (Liga, Pokal) – Koeffizient: 33.625 – CL: 1, EL: 1, CO: 2

Stand: Ende der Europapokalsaison 2024/25